# Фредерик Момпоу
Фредерик Момпоу (на каталонски Frederic Mompou i Dencausse, на испански Federico Mompou) е каталонски испански композитор и пианист.

## Биография
Момпоу е роден в семейството на юриста Фредерик Момпоу и жена му Жозефина Денказе, където изкуствата са на почит – по-старият му брат Жозеп е живописец. Първоначално Момпоу учи в консерваторията в Барселона, а през 1911 година се премества в Париж, където негови основни преподаватели са Изидор Филип и асистентът му Фердинанд Мот-Лакроа. Поради крайната си стеснителност, Момпоу е принуден да се откаже от концертна кариера и се съсредоточава върху композицията.
През 1914 година се връща в родината си, бягайки от надвисващата война. Там живее и твори до 1921 година, когато отново се премества в Париж, където живее до 1941 година. Поддържа тесни приятелски връзки с Ейтор Вила-Лобос, Пол Валери, Артур Рубинщайн, Дариус Мийо, Франсис Пуленк и др. През 1941, спасявайки се от германската окупация, отново се завръща в Барселона.
В политическо отношение Момпоу е консерватор, поддръжник на каталонския регионализъм. През известен период от живота си подкрепя испанския фалангизъм.
На 61-годишна възраст, през 1957 година сключва брак с 30-години по-младата от него пианистка Кармен Браво.
Носител е на множество награди като Chevalier des arts et lettres (Франция), Premio Nacional de la Música (Испания), Doctor honoris causa, Universitat de Barcelona (1979); Medalla d'Or de la Generalitat de Catalunya.
Почива от белодробно заболяване на 94-годишна възраст.

## Творчество
Момпоу пише почти изключително за пиано и пиано и глас. Най-известен е като минитиатюрист. По парадоксален начин изпитва едновременно влиянието на Ерик Сати и Клод Дебюси. Често се обръща към каталонския фолклор. Негови пиеси се изпълняват от Артур Рубинщайн, Артуро Бенедети Микеланджели, Алисия де Лароча, Монсерат Кабайе, Виктория де лос Анхеилес, Хосе Карерас, Херберт Хенк и др. Много от творбите му са оркестрирани или преработени за друг инструмент. Около 80 непубликувани и не изпълнявани приживе негови пиеси са открити в дома му през 2007 година, след смъртта на неговата вдовица.

## Произведения
- 1911 – 1914, Impresiones Intimas
- 1914 – 1917, Pessebres
- 1915, L’Hora grisa, за глас и пиано
- 1915, Muntanya
- 1915 – 1918, Scènes d’enfants
- 1916 – 1917, Suburbis
- 1917 – 1919, Cants màgics
- 1918 – 1924 Canción y Danza II
- 1920, Fêtes lointaines
- 1920 – 1921, Charmes
- 1921, Canción y Danza I
- 1921, Trois Variations
- 1923, Dialogue I – II
- 1925, Cuatro melodias, за глас и пиано, по собствени стихове
- 1926, Canción y Danza III
- 1926, Cançoneta incerta, за глас и пиано, по стихове на Джозеп Карне
- 1926, Comptines I – III, за глас и пиано
- 1927 – 1928, Préludes 1 à 4
- 1928, Canción y Danza IV
- 1928, Le nuage, за глас и пиано
- 1929, Altitud, за цигулка и пиано
- 1930 – 1944, Préludes 5 à 10
- 1937, Souvenirs de l’exposition
- 1938 – 1957, Variaciones sobre un tema de Chopin
- 1942, El Pont (не е издавано)
- 1942 – 1947, Paisajes
- 1942 – 1948, Combat del Somni, за глас и пиано
- 1943, Comptines IV – VI, за глас и пиано
- 1945, Dos melodias, за глас и пиано, по стихове на Хуан Рамон Хименес
- 1948 – 1962, Chanson et Danse № 14
- 1949, Canço de la fina, за глас и пиано, по стихове на Томас Гарсес
- 1951, Aureana do Sil, за глас и пиано
- 1951, Canción de cuna
- 1951, Cantar del alma, за глас и пиано, по стихове на Сан-Хуан де ла Крус
- 1951, Cantar del alma, за орган и 4 женски и мъжки гласа
- 1952, Prélude № 11 (не е издавано)
- 1953, Dos cantigas de Alfonso X et Sabio, за хор
- 1955, Perlimplinada, балет, по пиесата на Федерико Ггарсия Лорка (не е издавано)
- 1958, Ave Maria, за хор
- 1959, Musica callada
- 1960, Chanson et Danse № 13, за китара
- 1961, Sant Marti, за глас и пиано
- 1961, Sant Marti, за глас и пиано
- 1962, Canto de Ultreia, за хор
- 1962, Musica callada, II
- 1963, Impropères, за хор и оркестър
- 1964, Primeros pasos, за глас и пиано, по стихове на Клара Ханес
- 1965, Combat del Somni, за глас и оркестър
- 1965, Musica callada, III
- 1966, Vida interior
- 1967, Musica callada, IV
- 1970, Becquerianas, за глас и пиано, по стихове на Густаво Адолфо Бекера
- 1970, L’ocell daurat, кантата за детски хор (не е издавано
- 1972, Cinq mélodies sur des textes de Paul Valéry, за глас и пиано
- 1972, Pastoral, Chanson et Danse № 15, за орган
- 1972, Suite compostelana, за китара
- 1973, Propis del temps d’Advent, за хор и орган (не е издавано)
- 1976, Bali rodo, за хор
- 1976, El pont, за виолончело и пиано
- 1978, La vaca cega, за хор и орган (не е издавано)
- 1983, Mira, Quina, Resplendor, за глас и пиано (не е издавано)
- без дата El nino mudo, за глас и пиано, по стихове на Федерико Гарсия Лорка (не е издавано)
- без дата Prélude № 12 (не е издавано)